# Kenneth Ring
Pour les articles homonymes, voir Ring.
 (septembre 2018).
Kenneth Ring, né en 1935, est un professeur émérite de psychologie américain et intéressé par l'expérience de mort imminente. 

## Biographie
Il fait une carrière d'enseignant de la psychologie à l'université du Connecticut.
Il mène des études sur des personnes ayant eu des expériences de mort imminente (EMI). Il est président et cofondateur de l'International Association for Near-Death Studies (IANDS) et est le fondateur et éditeur du Journal of Near-Death Studies. Ses travaux sont dans la lignée de ceux du docteur Raymond Moody[réf. souhaitée].
Il a collaboré et travaillé avec Evelyn Elsaesser-valarino, membre d'honneur de l'INREES.

## Publications
- Sur la frontière de la vie, Paris, Robert Laffont, 1982.
- En route vers Oméga : à la recherche du sens de l'expérience de mort imminente, Paris, Alphée, 2009.
- Le projet Oméga : expériences du troisième type NDE, Monaco, Éditions du Rocher, 1994.
- avec Sharon Cooper, Mindsight: Near-death and out-of-body experiences in the blind, 1999.
- Lessons from the Light
- (coll.) Methods of Madness (1969) :  The Mental Hospital as a Last Resort, en collaboration.